# 破壊

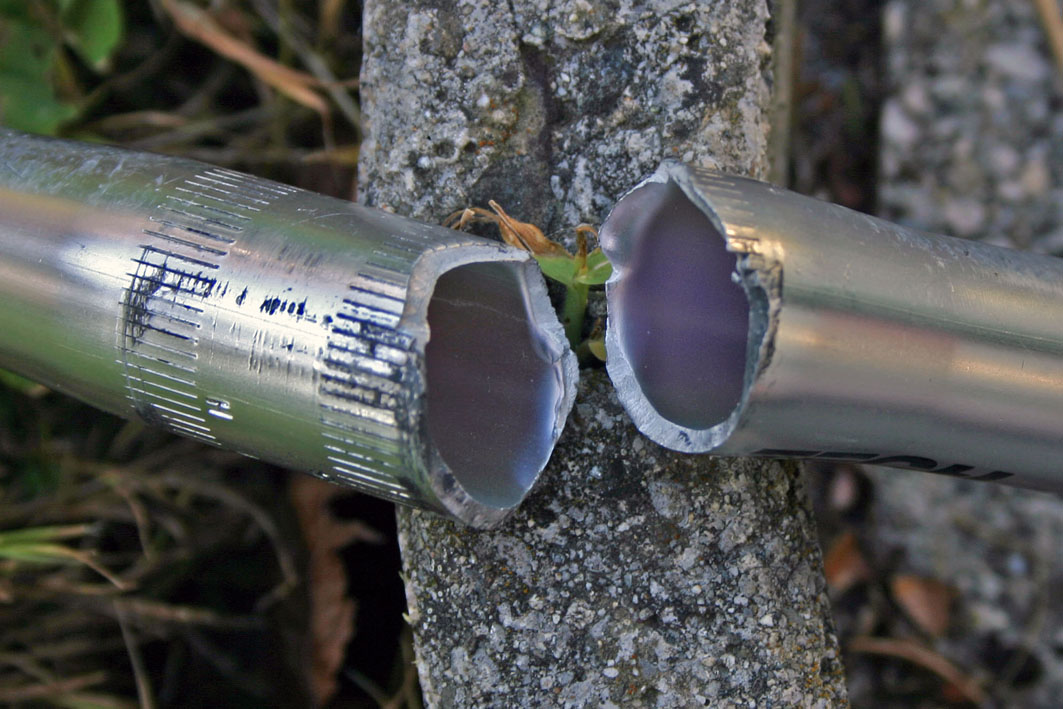
アルミ製の自転車ハンドルの破断面

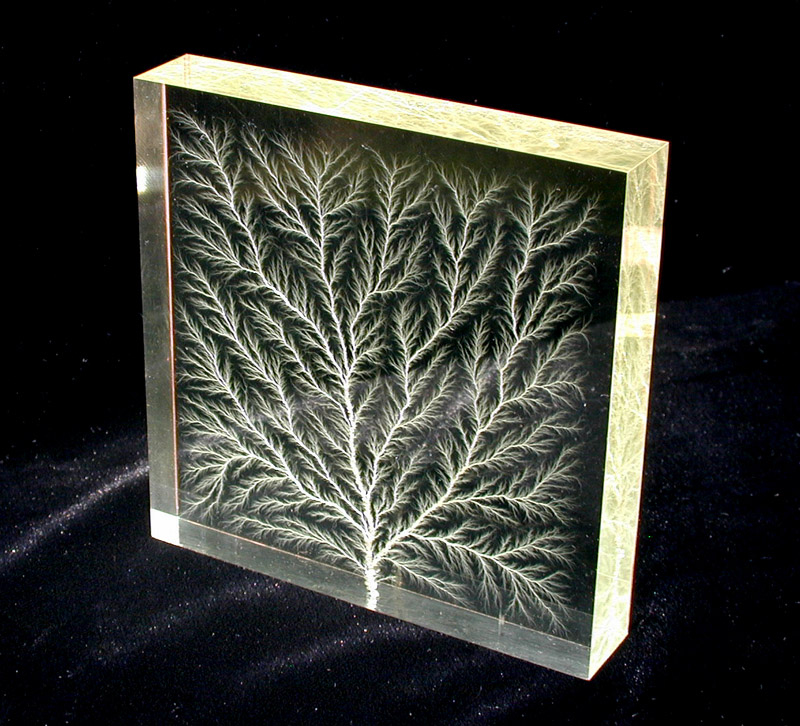
高電圧印加により絶縁破壊を起こしたアクリル樹脂

破壊（はかい）とは、物に何らかの力や影響が加わることにより、その物の形状・機能・性質などが失われること。また、それを引き起こす行為のこと。
対義語は「製造」や「再生」、「修復」など。
似た言葉「破損」

## 概要
固体材料においては、その材料の強度を上回る外力が加わったときにその材料が2つまたはそれ以上の部分に分離することを破壊（英: fracture）と呼ぶ。材料の破壊を研究する工学の分野として破壊力学や材料強度学がある。
破壊に寄与する外力が人為的に加えられる場合と老朽化や素材の特性による自発的な場合が考えられるが、特に構造物に対しては、自然発生的に構造物がその形状を維持できなくなる現象には崩壊、意図的な破壊には解体と呼び分けることもある。破壊された物に関しては役目を果たせないことから廃棄される場合が多い。逆に不要な物を廃棄する際に処理しやすいよう、小さく分割することを目的として破壊（解体）する場合もある。
また、材料や電気回路に一定以上の電流・電圧を加えたときに材料や回路の特性が損なわれる現象も破壊と呼ばれる。一例として、導体間を隔離している絶縁体を通して放電がおこり絶縁性が永久に失われる現象は特に絶縁破壊と呼ばれる。
コンピュータウイルスなどによるコンピュータ上のデータの書き換えや抹消など、物質的な実体を伴わない場合でも破壊と呼ばれる。
地球の自然環境を自然浄化のサイクルを遥かに超える勢いで変化させたり、生物にとって必要な条件を奪う、もしくは生物にとって有害な条件を与えるなどして大きく変化させる行為を自然破壊あるいは環境破壊と呼び、公害や生物の絶滅、奇形生物の誕生などをもたらす。

## 材料破壊の力学と類型

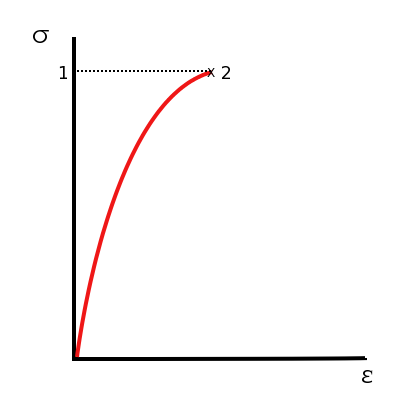
図1: ぜい性材料の応力ひずみ線図。材料は点2において急激な脆性破壊を起こす。

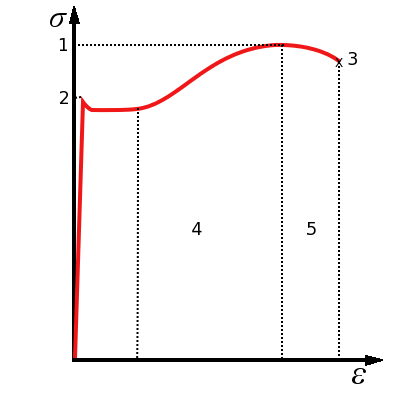
図2: 延性材料の応力ひずみ線図。材料は大きく変形してから（領域4, 5）、破断する（点3）。この過程を延性破壊と呼ぶ。

固体材料の破壊は大きく脆性破壊（脆性破壊、英: brittle fracture）と延性破壊（英: ductile fracture）に分けられる。
脆性破壊は鋳鉄・ガラス・コンクリート・岩石・金属間化合物・セラミックスなどに生じるもので、荷重あるいは応力を増やしていくとほぼ弾性状態（応力σとひずみεの線形性）を保ったまま破壊（図1, 点2）に至るケースである。破壊に至るときの応力をぜい性破壊強度（図1, 点1）と呼ぶ。実際には完全な弾性状態からは多少外れて若干の塑性変形を伴うことがある。
一方、延性破壊は金属材料の多くに見られるものである。小さい応力の限りでは延性材料は弾性を示すが、降伏点（図2, 点2）を上回ると材料にはまず大きな塑性変形（図2, 領域4）が見られるようになる。この間材料内の各所で小さな亀裂が発生し、それが進展して最終的に図2, 点3の破断（英: rupture）に至る。延性破壊というときは亀裂発生から破断に至るまでの一連の過程を含めて称することが多い。
このほか、材料の降伏点より少し小さい応力であっても、わずかな塑性変形を繰り返すことによって材料内に微視的な亀裂を多数生じ、それが進展して破壊に至る疲労破壊（英: fatigue fracture）や、持続応力の作用により時間の経過とともにひずみが増大して破壊に至るクリープ破壊がある。
材料の破壊を調べる時、しばしば数値解析によるシミュレーションが用いられ、その手法はフックの法則などの各種基本式をどのように解くかで大きく2つに分けられる。1つはリメッシュやX-FEMで、破壊面を表現するため新しく節点を増やすなど、行列の次元を変化させる手法。もう一つは個別要素法など、剛体ブロックとばねで固体を表現し、破壊時にはそのばねを切るという、剛性マトリクスそのものを変化させることで破壊を表現する方法である。